# Eurydiopsis helsdingeni
Eurydiopsis helsdingeni är en tvåvingeart som beskrevs av Feijen 1999. Eurydiopsis helsdingeni ingår i släktet Eurydiopsis och familjen Diopsidae. Inga underarter finns listade i Catalogue of Life.